# 정동식 (1868년)
정동식(鄭東植, 1868년 음력 4월 2일 ~ ?)은 대한제국의 관료 출신으로 일제강점기에 조선총독부 중추원 참의를 지냈다.

## 생애
1897년 대한제국 궁내부에서 주사로 근무했으며, 이듬해 일본 정부의 상훈국을 사무시찰한 뒤 1899년부터 훈장과 포장·상여 등을 담당하는 기관인 표훈원의 관리로 발령받았다. 일본 시찰에서는 근대식 훈장 제조 기술을 습득하였다.
이후 울산군 군수를 거쳐 일본 특파대사로 이토 히로부미가 파견되었을 때 영접위원을 맡았고, 총영사관 및 표훈원 서기관을 차례로 지냈다. 정동식은 표훈원 업무 등과 관련하여 여러 차례 일본을 드나들면서 일본 관리들과 접할 기회가 많았다. 1904년 일본 보빙대사를 수행하였다가 일본 정부가 수여하는 훈3등 욱일장을 받았고, 1907년 황태자인 이은이 일본으로 유학갈 때도 배종했다.
1910년 한일 병합 조약 체결 후 설치된 중추원의 부찬의로 임명되었고, 1921년 중추원 편제 개편 후 참의가 되어 1924년까지 총 14년간 중추원에서 근무했다. 1912년 한일 병합 기념으로 수여된 한국병합기념장도 받은 바 있다.
2002년 발표된 친일파 708인 명단과 2008년 민족문제연구소가 정리한 친일인명사전 수록예정자 명단에 모두 포함되었으며, 2007년 대한민국 친일반민족행위진상규명위원회가 발표한 친일반민족행위 195인 명단에도 들어 있다.

## 같이 보기
- 조선총독부 중추원

## 참고 자료
- 친일반민족행위진상규명위원회 (2007년 12월). 〈정동식〉 (PDF). 《2007년도 조사보고서 II - 친일반민족행위결정이유서》. 서울. 783~787쪽쪽. 발간등록번호 11-1560010-0000002-10. [깨진 링크(과거 내용 찾기)]